# Leptogorgia ruberrima
Leptogorgia ruberrima is een zachte koraalsoort uit de familie Gorgoniidae. De koraalsoort komt uit het geslacht Leptogorgia. Leptogorgia ruberrima werd in 1886 voor het eerst wetenschappelijk beschreven door Koch. 